# Einweg-Lichtgeschwindigkeit
Die Einweg-Lichtgeschwindigkeit ist die Geschwindigkeit, mit der ein Lichtsignal von einem Sender zu einem Empfänger (und nicht wieder zurück) geschickt wird. Die Konstanz der Einweg-Lichtgeschwindigkeit in jedem Inertialsystem ist eine Grundlage der speziellen Relativitätstheorie (SRT). Alle experimentell überprüfbaren Vorhersagen der Theorie, die dieses Postulat direkt betreffen, sind allerdings mehrdeutig auslegbar gemäß der These der Konventionalität der Gleichzeitigkeit. Demnach sind alle Synchronisationsmethoden mit der SRT vereinbar, die auf einer konstant-isotropen Zweiweg-Lichtgeschwindigkeit, also die mittlere Geschwindigkeit vom Sender zum Empfänger zurück zum Sender, beruhen, dabei jedoch anisotrope Einweg-Lichtgeschwindigkeiten erlauben. Die Zweiweg-Lichtgeschwindigkeit kann unabhängig von Synchronisationsschema gemessen werden, und alle dazu durchgeführten Experimente sind in Übereinstimmung mit ihrer Konstanz und Isotropie, vgl. Tests der speziellen Relativitätstheorie.
Zur Analyse von Zweiweg- also auch Einwegexperimenten wurden Testtheorien der speziellen Relativitätstheorie wie das Modell von Robertson-Mansouri-Sexl (RMS) oder die Standardmodellerweiterung (SME) eingeführt, wobei letztere weit über die SRT alleine hinausgeht. Diese Testtheorien erlauben die eindeutige Bestimmung von experimentellen Bestätigungen oder Verletzungen der Lorentzinvarianz. Die Frage der Konventionalität spielt dabei erst dann eine Rolle, wenn das Ergebnis im Sinne von bestimmten, mit der SRT verträglichen Synchronisationsmethoden interpretiert werden soll, was auf das Vorhandensein einer etwaigen Lorentzverletzung selbst keinerlei Auswirkung hat. Neben der Konstanz und Isotropie der Zweiweg-Lichtgeschwindigkeit konnte experimentell bestimmt werden, dass Einstein-Synchronisation und Synchronisation durch langsamen Uhrentransport äquivalent sind, was an sich bereits eine Bestätigung der SRT darstellt. Hingegen die aus dieser Äquivalenz abgeleiteten Aussagen zur Einweg-Lichtgeschwindigkeit hängen von Konventionen ab, die implizit in Konzepten wie „Inertialsystem“ oder „Dynamik bewegter Körper“ benutzt werden. Synchronisationsunabhängige Angaben zur Einweg-Lichtgeschwindigkeit können erbracht werden, wenn die Ausbreitung verschiedener Strahlen direkt miteinander verglichen wird. Dadurch konnte gezeigt werden, dass die Einweg-Lichtgeschwindigkeit von Licht im Vakuum unabhängig von ihrer Frequenz und Polarisation und von der Quellengeschwindigkeit ist.
Einige Autoren lehnen die Konventionalität der Einweg-Lichtgeschwindigkeit ab oder benutzen sie nur teilweise in der Auswertung verschiedener Experimente, was zu unterschiedlichen Darstellungen in modernen Veröffentlichungen führt. Ebenso gibt es eine nicht beendete philosophische Diskussion darüber, ob alle Synchronisationsmethoden gleichberechtigt als reine Konventionen anzusehen sind, oder ob die Einstein-Synchronisation die einzige Methode ist, die allen Prinzipien einer relativistischen Theorie der Raumzeit entspricht.

## Zweiweg-Lichtgeschwindigkeit
Die Zweiweg-Lichtgeschwindigkeit ist die mittlere Geschwindigkeit von einem Punkt A, beispielsweise einer Lichtquelle, zu einem Spiegel B und wieder zurück. Da das Licht von A startet und wieder zu A zurückkommt, wird nur eine Uhr benötigt, um die Gesamtzeit zu messen, folglich kann diese Geschwindigkeit unabhängig vom Synchronisationsschema experimentell bestimmt werden. Jede Messung, in der das Licht einem geschlossenen Weg folgt, wird als Messung der Zweiweg-Geschwindigkeit angesehen. Die Zweiweg-Lichtgeschwindigkeit ist unabhängig von dem gewählten Inertialsystem. Tatsächlich haben Experimente wie das Michelson-Morley-Experiment oder das Kennedy-Thorndike-Experiment gezeigt, dass die Zweiweg-Lichtgeschwindigkeit isotrop und unabhängig von dem jeweiligen geschlossenen Weg ist.

## Einweg-Lichtgeschwindigkeit
Obwohl die mittlere Geschwindigkeit entlang eines Zweiwegpfads gemessen werden kann, ist die Einweg-Lichtgeschwindigkeit in die eine oder die andere Richtung undefiniert und kann erst herausgefunden werden, wenn „dieselbe Zeit“ an zwei unterschiedlichen Orten definiert werden kann. Um die Zeit zu messen, die das Licht benötigt hat, um von einem Ort zu einem anderen zu gelangen, ist es nötig, die Start- und Ankunftszeiten (gemessen mit derselben Zeitskala) zu wissen. Das erfordert entweder zwei synchronisierte Uhren, eine am Start und eine am Ziel, oder irgendein Mittel, ein Signal ohne Zeitverzögerung von Start zum Ziel zu senden – jedoch ist kein Mittel bekannt, Information ohne Zeitverzögerung zu übertragen bzw. diese auszuwerten. Folglich ist der gemessene Wert der Einweg-Geschwindigkeit abhängig von der Methode, die zur Synchronisation der Start- und Zieluhren benutzt wurde – und genau diese beruht immer auf einer Konvention.
Allerdings meinen einige Autoren wie Mansouri und Sexl (1977) oder Will (1992), dass dieses Problem nicht unbedingt die Isotropie der Einweg-Lichtgeschwindigkeit betrifft, beispielsweise bei Abweichungen aufgrund des Einflusses eines „bevorzugten“ (Äther)-Bezugssystems Σ. Ihre Analyse beruhte auf einer bestimmten Interpretation der RMS-Testtheorie der speziellen Relativitätstheorie im Zusammenhang mit Einweg- und Uhrentransportexperimenten. Will stimmte zwar zu, dass es unmöglich ist, die Geschwindigkeit von Licht zwischen zwei Uhren ohne Synchronisationsschema zu messen, jedoch meinte er, dass ein Test der Isotropie der Geschwindigkeit zwischen den beiden Uhren, wenn die Richtung des Ausbreitungswegs sich relativ zu Σ ändert, nicht von der Uhrensynchronisation abhängen sollte. Er fügte hinzu, dass Äthertheorien dann nur noch mit diversen Ad-hoc-Hypothesen mit der SRT in Übereinstimmung gebracht werden können. In jüngeren Arbeiten (2005, 2006) beschrieb Will diese Experimente als Messungen der Isotropie der Lichtgeschwindigkeit mittels Einwegausbreitung.
Jedoch wurde diese Interpretation von RMS durch Zhang (1995, 1997) und Anderson et al. (1998) zurückgewiesen. Beispielsweise führte Anderson et al. aus, dass die Konventionalität der Gleichzeitigkeit bereits im bevorzugten Bezugssystem berücksichtigt werden muss, folglich sind allen Angaben zur Einweg-Lichtgeschwindigkeit bereits in diesem System konventionell. Sie schlossen, dass man nicht hoffen könne, die Isotropie zu testen, ohne im selben Experiment zumindest prinzipiell einen numerischen Wert für die Einweglichtgeschwindigkeit abzuleiten, was dann der Konventionalität der Synchronisierung widerspricht. RMS bleibt zwar weiterhin eine nützliche Testtheorie für die Analyse von Tests der Lorentzinvarianz und der Zweiweg-Lichtgeschwindigkeit, jedoch nicht der Einweg-Lichtgeschwindigkeit. Unter Benutzung generalisierter Lorentztransformationen zeigten Zhang und Anderson et al., dass alle Ereignisse und experimentellen Resultate, die mit der Lorentztransformation verträglich sind, auch verträglich sind mit Transformationen, welche die Isotropie der Zweiweg-Lichtgeschwindigkeit enthalten, aber auch anisotrope Einweg-Lichtgeschwindigkeiten zulassen (siehe Abschnitt Generalisierte Lorentz-Transformation).

## Synchronisationsmethoden

### Einstein-Synchronisation
Henri Poincaré (1900) und Albert Einstein (1905) benutzten ein Synchronisationsschema (Poincaré-Einstein-Synchronisation), durch das die Einweg- gleich der Zweiweg-Lichtgeschwindigkeit definiert wurde. Dadurch ist auch die Isotropie der Lichtgeschwindigkeit definiert. Uhren sind gemäß dieser Konvention dann synchron, wenn folgende Bedingung erfüllt ist: Ein Lichtsignal wird zur Zeit {\displaystyle t_{1}} von Uhr 1 zur Uhr 2 gesendet und wird umgehend zurückgeschickt mit der Ankunftszeit bei 1 von {\displaystyle t_{3}}. Uhr 2 zwei muss folglich gemäß folgender Konvention gestellt werden.
{\displaystyle t_{2}=t_{1}+{\tfrac {1}{2}}\left(t_{3}-t_{1}\right)}.
wobei diese Konvention ein grundlegendes Postulat der speziellen Relativitätstheorie und den Ursprung der Lorentz-Transformation darstellt.

### Nichtstandard-Synchronisationen
Wie Hans Reichenbach und Adolf Grünbaum zeigten, können sehr unterschiedliche Konventionen zur Uhrensynchronisation verwendet werden, bei denen zwar die Einweg-Lichtgeschwindigkeit anisotrop, jedoch die Zweiweg-Lichtgeschwindigkeit konstant ist. Dabei wird der Wert ½ aus der Einstein-Synchronisation ersetzt mit dem unbestimmten Ausdruck ε, dessen Wert zwischen 0 und 1 liegen kann:
{\displaystyle t_{2}=t_{1}+\varepsilon \left(t_{3}-t_{1}\right)}.
Sie folgerten daraus, dass es prinzipiell unmöglich ist, eindeutig den Wert der Einweg-Lichtgeschwindigkeit bzw. deren Isotropie zu bestimmen, unabhängig von einer Gleichzeitigkeitskonvention. Dies wurde von anderen Autoren weiterentwickelt durch Einführung von generalisierten Lorentz-Transformationen, in denen die Zweiweg-Lichtgeschwindigkeit isotrop und konstant ist, jedoch die Einweglichtgeschwindigkeit anisotrop sein kann. Diese ergeben dieselben experimentellen Vorhersagen wie die Lorentztransformation in ihrer Standardform, jedoch ist letztere die einfachste und durchsichtigste, sodass die Alternativen praktisch nicht in Betracht gezogen zu werden brauchen.

### Langsamer Uhrentransport
Zusätzlich zur Lichtsignalmethode existiert auch die Synchronisationsmethode des (unendlich) „langsamen Uhrentransports“: Es ist eine direkte Konsequenz der Zeitdilatation, dass wenn zwei Uhren zusammengebracht und synchronisiert werden und danach eine Uhr sich rasch fortbewegt und wieder zurückkommt, diese Uhren nicht mehr synchron sind (s. Zwillingsparadoxon). Wenn jedoch eine Uhr langsam fort- und wieder zurückbewegt wird, dann können diese Uhren mit beliebiger Näherung synchronisiert werden, indem man sie ausreichend langsam bewegt (im Grenzbereich, wo die Transportgeschwindigkeit gegen Null geht) und somit den Effekt der Zeitdilatation innerhalb eines Inertialsystems minimiert. Dadurch wird diese Methode äquivalent zur Einstein-Synchronisation. Hingegen aus Sicht eines anderen Inertialsystems muss die Zeitdilatation berücksichtigt werden, und es ergibt sich, wiederum analog zur Einstein-Synchronisation, die Relativität der Gleichzeitigkeit.
Auch diese Methode ist denselben Konventionen unterworfen wie die Lichtsignal-Synchronisation. Es muss berücksichtigt werden, dass auch die Zeitdilatation bewegter Uhren von dem Synchronisationsschema abhängt. Bewegt sich nämlich eine Uhr C von A nach B, hängt der gemessene Wert der Zeitdilatation von der Synchronisation von A und B ab. Es konnte gezeigt werden, dass dies auch beim relativistischen Dopplereffekt berücksichtigt werden muss.
Weiterhin beruht die Isotropie der Trägheitsbewegung selbst auf einer Konvention. Wird beispielsweise festgesetzt, dass die Trägheitsbewegung der Uhren isotrop in alle Richtungen ist, ist diese Methode äquivalent zur Einstein-Synchronisation und ergibt eine isotrope Einweg-Lichtgeschwindigkeit. Wird jedoch festgesetzt, dass die Trägheitsbewegung der Uhren anisotrop ist (beispielsweise durch Übernahme der Koordinaten eines anderen Inertialsystems), wird sie äquivalent mit Nichtstandard-Synchronisationen und ergibt eine anisotrope Einweg-Lichtgeschwindigkeit.

## Inertialsysteme und Dynamik
Gegen die Konventionalität der Einweg-Lichtgeschwindigkeit wurde eingewendet, dass letztere eng mit Konzepten wie Dynamik, den Bewegungsgesetzen und Inertialsystemen verbunden sei. Eine Variation dieses Arguments besteht darin, dass gemäß Impulserhaltung zwei gleiche Körper, welche vom selben Ort durch eine Explosion in entgegengesetzte Richtungen beschleunigt werden, immer dieselbe Geschwindigkeit haben müssen. Analog dazu argumentierte Ohanian (2004, 2005), dass Inertialsysteme so definiert werden müssen, dass Newtons Bewegungsgesetze in erster Annäherung gültig bleiben. Da die Bewegungsgesetze bei gleichen Beschleunigungen auch gleiche Geschwindigkeiten in unterschiedliche Richtungen ergeben, und weil Experimente die Äquivalenz von Einstein-Synchronisation und Uhrentransportsynchronisation ergeben haben, müsse auch die Einweg-Lichtgeschwindigkeit isotrop sein. Ansonsten müsste man die Bewegungsgesetze als auch das Konzept des Inertialsystems aufgeben und viel kompliziertere Konstrukte und Scheinkräfte einführen.
Andere sahen darin jedoch keinen prinzipiellen Einwand gegen die Konventionalität. Salmon wies darauf hin, dass Impulserhaltung in ihrer Standardform bereits von vornherein so definiert ist, dass isotrope Einweg-Geschwindigkeiten enthalten sind. Da dies praktisch dieselbe Konvention wie bei der Lichtgeschwindigkeit ist, beruhen Einwände diese Art auf einem Zirkelschluss. Gegenüber Ohanian argumentierten Macdonald und Martinez (2004), dass die Gesetze der Physik bei Nichtstandard-Synchronisation tatsächlich viel komplizierter werden, doch bleiben sie konsistent und gültig. Darüber hinaus argumentierten sie, dass Inertialsysteme nicht unbedingt auf Basis von Newtons Bewegungsgleichungen definiert werden müssen. Zusätzlich unterschieden Iyer und Prabhu (2010) zwischen „isotropen Inertialsystemen“ mit Standardsynchronisation und „anisotropen Inertialsystemen“ mit Nichtstandard-Synchronisation.

## Einwegtests der Isotropie und Konstanz
Bei einer Reihe von präzisen Einweg-Isotropie-Messungen mit Licht unterschiedlicher Frequenzen wurden, im Einklang mit der SRT, keinerlei Anisotropien nachgewiesen. Während einige Autoren solche Experimente weiterhin als direkte Messungen der Isotropie der Einweg-Lichtgeschwindigkeit ansehen, werden sie vom konventionalistischen Standpunkt aus eher als Bestätigungen der Isotropie der Zweiweg-Lichtgeschwindigkeit interpretiert (für verschiedene Interpretationen siehe Abschnitte Einweg-Lichtgeschwindigkeit und Generalisierte Lorentz-Transformation).
Eine wichtige Konsequenz vieler dieser Experimente ist auch, dass sie als direkte oder indirekte Tests der Äquivalenz von Einstein- und Transportsynchronisation angesehen werden können, was ebenfalls eine wichtige Bestätigung der Vorhersage der speziellen Relativitätstheorie darstellt. Hingegen daraus abgeleitete Aussagen zur Einweg-Lichtgeschwindigkeit hängen von Konventionen in Konzepten wie Inertialsystem oder Dynamik bewegter Körper" ab (für verschiedene Interpretationen in diesem Zusammenhang siehe die Abschnitte Langsamer Uhrentransport und Inertialsysteme und Dynamik).
| Name                                    | Jahr   | Beschreibung | {\displaystyle \Delta c/c}           |
| --------------------------------------- | ------ | --- | ------------------------------------ |
| Rømers Messung der Lichtgeschwindigkeit | 1676   | Es wird die Bewegung des Jupitermonds Io untersucht. Aus dem Ein- beziehungsweise Austreten aus Jupiters Schatten ließ sich die mittlere Umlaufzeit des Mondes ermitteln. Mit diesem Wert lässt sich der Zeitpunkt der Verfinsterung des Mondes vorhersagen und aus den gemessenen Verzögerungen konnte die Lichtgeschwindigkeit ermittelt werden. Die Rolle des langsamen Uhrentransports wird hier durch die Bewegung des Jupitersystems gespielt. |                                      |
| Mößbauer-Rotor-Experimente              | 1960er | Hier wurde Gammastrahlung vom Rand einer Scheibe zu einem Detektor in der Mitte gesendet. Während der Rotation hätten Anisotropien in der Lichtgeschwindigkeiten zu einem entsprechenden Dopplereffekt geführt, es wurde jedoch keine Verschiebung entdeckt. | {\displaystyle <3\times 10^{-8}}     |
| Vessot et al.                           | 1980   | Vergleich der Laufzeiten des Uplink- und Downlinksignals von Gravity Probe A. | {\displaystyle \sim 10^{-8}\!}       |
| Riis et al.                             | 1988   | Vergleich der Frequenz der Zwei-Photonen-Absorption in einem schnellen Partikelstrahl, dessen Richtung relativ zu den Fixsternen verändert wurde, mit der Frequenz eines ruhenden Absorbers. | {\displaystyle <3\times 10^{-9}}     |
| Krisher et al.                          | 1990   | Im Jet-Propulsion-Laboratory-Experiment wurden unter Ausnutzung des Deep Space Network und eines ultrastabilen Lichtwellenleiters, die Phasen zwischen zwei ruhenden Wasserstoff-Maser-Uhren in einer Entfernung von 21 km verglichen. | {\displaystyle <2\times 10^{-8}}     |
| Nelson et al.                           | 1992   | Vergleich der Frequenzen einer bewegten Wasserstoff-Maser-Uhr und Laserlichtpulsen. Die Weglänge war 26 km. | {\displaystyle <1{,}5\times 10^{-6}} |
| Wolf & Petit                            | 1997   | Direkter Test der Äquivalenz von Einstein-Synchronisation und Synchronisation durch langsamen Uhrentransport mit GPS. | {\displaystyle <5\times 10^{-9}}     |

Neben Isotropiemessungen wurden auch spezielle Einwegverfahren für Flugzeitmessungen entwickelt, jedoch sind solche Messungen schwieriger aufgrund der erforderten größeren Genauigkeit in der Synchronisierung. Auch hier sei angemerkt, dass sich diese Messungen letztlich immer auf die zugrunde liegende Zweiweg-Lichtgeschwindigkeit beziehen. So wurde festgestellt, dass die Geschwindigkeit von Gammastrahlung aus einer bewegten Quelle der Lichtgeschwindigkeit entspricht (s. Alväger). Flugzeitmessungen mit Licht und Elektronen ergaben, dass diese sich annähernd gleich schnell bewegen (s. Bertozzi, Brown, Guiragossián). Auch Messungen der Neutrinogeschwindigkeiten unter Benutzung von GPS-synchronisierten Uhren ergaben keine Abweichungen.

## Einwegtests unabhängig von Synchronisationsmethoden
Wenn bekannt ist, dass verschiedene Strahlen vom selben Ort ausgesandt wurden und sich entlang derselben Strecke ausgebreitet haben, dann ist es durch direkten Vergleich dieser Strahlen möglich gewisse Eigenschaften der Einweg-Lichtgeschwindigkeit zu bestimmen, ohne dass es auf eine spezielle Uhrensynchronisation ankommt. So konnte gezeigt werden, dass die Einweg-Lichtgeschwindigkeit verschiedener Lichtstrahlen nicht von der unterschiedlichen Bewegung der Lichtquelle abhängt (s. DeSitter, Brecher). Andere Experimente, bei denen die Ankunft von Licht aus entfernten astronomischen Ereignissen untersucht wurde, zeigten weiterhin, dass keine Abhängigkeit von der Lichtenergie (Vakuum-Dispersion) und von der Lichtpolarisation (Vakuum-Doppelbrechung) besteht (s. Moderne Tests der Lorentzinvarianz). Ebenso trafen Neutrinos geringer Energie annähernd gleichzeitig mit Licht aus einer entfernten Supernova ein, was für annähernd identische Geschwindigkeiten spricht (s. Messungen der Neutrinogeschwindigkeit).

## Tests der Einweganisotropie in der Standardmodellerweiterung
Während obige Experimente mittels generalisierter Lorentz-Transformationen und der RMS-Testtheorie ausgewertet wurden, werden viele moderne Tests der Lorentzinvarianz mit der weitergehenden Standardmodellerweiterung (SME) ausgewertet. Diese enthält neben der SRT auch Auswirkungen von möglichen Lorentzverletzungen auf das Standardmodell und die allgemeine Relativitätstheorie. Bezüglich der Isotropie der Lichtgeschwindigkeit enthält SME Koeffizienten (3x3 Matrizen) sowohl für Zweiweg- als auch Einweg(an)isotropien:
- {\displaystyle {\tilde {\kappa }}_{e-}} können als anisotrope Verschiebungen in der Zweiweg-Lichtgeschwindigkeit interpretiert werden,[26][27]
- {\displaystyle {\tilde {\kappa }}_{o+}} können als anisotrope Verschiebungen in der Einweg-Lichtgeschwindigkeit von sich entgegengesetzt ausbreitenden Lichtstrahlen interpretiert werden,[26][27]
- {\displaystyle {\tilde {\kappa }}_{tr}} können als isotrope (richtungsunabhängige) Verschiebungen der Einweg-Phasengeschwindigkeit von Licht interpretiert werden.[28]

Eine Reihe von Experimenten wurde (und wird) seit 2002 durchgeführt um diese und viele andere Koeffizienten zu bestimmen oder auszuschließen, wobei beispielsweise symmetrische und asymmetrische optische Resonatoren benutzt werden. Bis 2013 wurden keine Lorentzverletzungen beobachtet, mit oberen Grenzen von:
{\displaystyle {\tilde {\kappa }}_{e-}=(-0{,}31\pm 0{,}73)\times 10^{-17};{\tilde {\kappa }}_{o+}=0{,}7\pm 1\times 10^{-14};{\tilde {\kappa }}_{tr}=-0{,}4\pm 0{,}9\times 10^{-10}}.
Für Details und Quellen siehe Moderne Tests der Lorentzinvarianz#Lichtgeschwindigkeit.
Jedoch muss auch hier, wie Kostelecky et al betonen, auf den teilweise konventionellen Charakter dieser Variationen der Lichtgeschwindigkeit hingewiesen werden. So können diese durch geeignete Koordinatentransformationen und Feldneudefinitionen zum Verschwinden gebracht werden. Dadurch wird allerdings nicht das Vorhandensein einer Lorentzverletzung an sich ungeschehen gemacht, sondern sie wird dadurch lediglich vom Photonsektor in den Materiesektor von SME verschoben, wodurch die Gültigkeit von SME zur Prüfung von Lorentzverletzungen unangetastet bleibt. Darüber hinaus gibt es auch Photonkoeffizienten die nicht in andere Bereiche umdefiniert werden können, da sie unterschiedliche Strahlen betreffen die vom selben Ort kommen und damit direkt miteinander verglichen werden können (siehe vorherigen Abschnitt bezüglich „Vakuum-Doppelbrechung“).

## Experimentell äquivalente Theorien oder Reformulierungen der SRT

### Lorentzsche Äthertheorie
Ein Beispiel ist die Lorentzsche Äthertheorie, die von Hendrik Antoon Lorentz, Joseph Larmor, und Henri Poincaré zwischen 1892 und 1905 entwickelt wurde. Sie geht von einem bevorzugten Bezugssystem (dem ruhenden Äther) aus, wobei die Einweg-Lichtgeschwindigkeit ausschließlich relativ zu diesem System konstant, und folglich relativ zu allen anderen Systemen nicht konstant ist. Dies wurde jedoch durch das Michelson-Morley-Experiment widerlegt, sodass die Einführung der Lorentz-Transformation (die, neben anderer Ad-hoc-Hypothesen, eine Längenkontraktion und Zeitdilatation bewegten Prozessen beinhaltet) notwendig wurde. Dies hat weiterhin zur Folgen, dass gemäß der Poincaré-Einstein-Konvention gerichtete Uhren, und mit langsamen Uhrentransport gerichtete Uhren, dieselbe Zeit anzeigen. Der Grund, warum diese Theorie experimentell äquivalent zur speziellen Relativitätstheorie ist, liegt darin begründet, dass auch in der speziellen Relativitätstheorie ein beliebiges Inertialsystem gewählt werden kann, von dem aus sämtliche Prozesse bei ruhenden und bewegten Körpern (mit Ausnahme der Gravitation) widerspruchsfrei beschrieben werden können. Bewegte Körper sind der Zeitdilatation, Lorentzkontraktion etc., unterworfen, deren Kombination dazu führt, dass auch die „bewegten“ Beobachter sich als ruhend betrachten können und die Einweg- als auch Zweiweg-Lichtgeschwindigkeit als konstant annehmen dürfen. Die lorentzsche Äthertheorie beruht nun darauf, dass ein solches Inertialsystem als „absoluter, substanzieller Äther“ bezeichnet wird, und alle darin ruhenden Körper können als „absolut“ ruhend und relativ dazu bewegten Körper als „tatsächlich“ bewegt angesehen werden. Da letztere denselben Effekten unterworfen sind wie „bewegte“ Körper in der speziellen Relativitätstheorie, können sich die mitbewegten Beobachter selbst ebenso in Ruhe wähnen und die Einweg- als auch Zweiweg-Lichtgeschwindigkeit als konstant bezeichnen, obwohl sie es in „Wirklichkeit“ nicht sind.
Obwohl prinzipiell widerspruchsfrei und in Übereinstimmung mit den Vorhersagen der SRT, wird dieses Modell aufgrund der umständlichen und unnatürlichen Einführungen von Ad-hoc-Hypothesen von der großen Mehrheit der Physiker nicht als ernsthafte Alternative in Betracht gezogen.

### Generalisierte Lorentz-Transformation
Basierend auf der Reichenbach-Grünbaum ε-Synchronisation, wurde von einigen Autoren wie Edwards (1963), Winnie (1970), Anderson und Stedman (1977), die Lorentz-Transformationen generalisiert, wobei Einsteins Postulat der Konstanz der Einweg-Lichtgeschwindigkeit, gemessen in einem Inertialsystem, ersetzt wird durch folgendes Postulat:
Die Zweiweg-Lichtgeschwindigkeit im Vakuum, gemessen in zwei (inertialen) Koordinatensystemen die sich mit konstanter Relativgeschwindigkeit bewegen, ist gleich, und zwar unabhängig von jeglichen Annahmen über die Einweg-Lichtgeschwindigkeit.
Dies ermöglicht es beispielsweise, dass die Einweg-Lichtgeschwindigkeit in einer bestimmten Richtung den Wert
{\displaystyle c_{\pm }={\frac {c}{1\pm \kappa }}}.
annimmt, wobei sich das Zeichen in der entgegengesetzten Richtung umkehrt und κ alle möglichen Werte von −1 bis 1 annehmen kann. Lediglich die mittlere Geschwindigkeit für den Hin- und Rückweg, d. h. die Zweiweg-Lichtgeschwindigkeit, verbleibt als einzig messbare Geschwindigkeit. Gemäß Anderson et al. ergibt sich die generalisierte Lorentztransformation für beliebige Boosts mit:
{\displaystyle {\begin{aligned}d{\tilde {t}}'=&{\tilde {\gamma }}\left[1+\kappa \cdot {\tilde {\mathbf {v} }}/c-\kappa '\cdot {\tilde {\mathbf {v} }}'/c\right]d{\tilde {t}}-\left(\kappa '+{\tilde {\gamma }}{\tilde {\mathbf {v} }}'\right)\cdot d{\tilde {\mathbf {x} }}/c\\&-\left[{\tilde {\gamma }}\left(1+\kappa \cdot {\tilde {\mathbf {v} }}/c\right)-1\right]{\frac {\kappa '\cdot {\tilde {\mathbf {v} }}}{{\tilde {\mathbf {v} }}^{2}c}}{\tilde {\mathbf {v} }}\cdot d{\tilde {\mathbf {x} }}+{\tilde {\gamma }}\kappa \cdot {\tilde {\mathbf {v} }}\left(\kappa \cdot d{\tilde {\mathbf {x} }}\right)/c,\\d{\tilde {\mathbf {x} }}'=&-{\tilde {\gamma }}{\tilde {\mathbf {v} }}d{\tilde {t}}+d{\tilde {\mathbf {x} }}+\left[{\tilde {\gamma }}\left(1+\kappa \cdot {\tilde {\mathbf {v} }}/c\right)-1\right]{\frac {{\tilde {\mathbf {v} }}\cdot d\mathbf {x} }{{\tilde {\mathbf {v} }}^{2}}}{\tilde {\mathbf {v} }}-{\tilde {\gamma }}{\tilde {\mathbf {v} }}\left(\kappa \cdot d{\tilde {\mathbf {x} }}\right)/c,\\{\tilde {\gamma }}=&\gamma \left(1-\kappa \cdot \mathbf {v} /c\right),\\{\tilde {\mathbf {v} }}=&{\frac {\mathbf {v} }{1-\kappa \cdot \mathbf {v} /c}},\end{aligned}}}
wobei κ und κ' die Synchronisationsvektoren in S und S' sind. Diese Transformation lässt die Zweiweg-Lichtgeschwindigkeit unverändert, und erlaubt verschiedene Einweg-Lichtgeschwindigkeiten. κ=0 ergibt Einstein-Synchronisation und die gewöhnliche Lorentztransformation. Wie Edwards, Winnie oder Mansouri und Sexl zeigten, kann durch passende Wahl der Synchronisationsvektoren sogar eine Art „absolute Gleichzeitigkeit“ hergestellt werde. D. h. in einem einzigen Bezugssystem ist die Einweg-Lichtgeschwindigkeit isotrop, in allen anderen werden die Zeitanzeigen dieses bevorzugten Bezugssystems durch „externe Synchronisation“ übernommen.

## Experimentell nicht äquivalente Theorien zur SRT

### Testtheorien der speziellen Relativitätstheorie
Diese Modelle wurden entwickelt, um (im Gegensatz zur Lorentzschen Äthertheorie oder der Edwards-Reformulierung) auch die Konstruktion von Modellen zu erlauben, die auch in experimenteller Hinsicht nicht mit der speziellen Relativitätstheorie übereinstimmen. Dies ermöglicht die Einschätzung von experimentellen Resultaten, wenn dabei Abweichungen von der Lorentzinvarianz gemessen werden. Ein häufig benutztes Modell ist die Robertson-Mansouri-Sexl-Testtheorie (RMS), das die Analyse von Abweichungen von der Zweiweg-Lichtgeschwindigkeit und der Äquivalenz von Einstein-Synchronisation und Transportsynchronisation erlaubt. Hingegen für die lange Zeit umstrittenen Aussagen dieses Modells zur Analyse von Einwegmessungen, siehe den Abschnitt Einweg-Lichtgeschwindigkeit.
Ein noch weitergehendes Modell ist die Standardmodellerweiterung (SME), die nicht nur alle Auswirkungen etwaiger Lorentzverletzungen der SRT, sondern auch des Standardmodells und der Allgemeinen Relativitätstheorie beinhalten. Auch hier werden Koeffizienten bezüglich Einweg- und Zweiweglichtgeschwindigkeiten ausgewertet, jedoch sind hier die Zusammenhänge sehr viel komplizierter, siehe Abschnitt Tests der Einweganisotropie in der Standardmodellerweiterung.

### Historische Modelle
In der ursprünglichen Theorie des ruhenden Äthers ist nicht nur die Einweg-, sondern auch die Zweiweglichtgeschwindigkeit nur für einen im Äther ruhenden Beobachter konstant. 1887 konnte durch das Michelson-Morley-Experiment gezeigt werden, dass die Zweiweg-Lichtgeschwindigkeit nicht von der Geschwindigkeit des Äthers abhängt.
Der vollständig mitgeführte Äther, wonach die Einweg-Lichtgeschwindigkeit von der Bewegung des Äthers innerhalb und in der Nähe der Materie beeinflusst wird, wurde durch das Phänomen der Aberration, dem Sagnac-Effekt etc. widerlegt.
In der Emissionstheorie, in der auf einen Äther verzichtet wird, hängt die Einweg-Lichtgeschwindigkeit von der Geschwindigkeit der Lichtquelle ab. Doch auch diese Theorie ist vielfach widerlegt worden (Doppelsternbeobachtungen, Pionenexperimente).